# Marco Borriello
Marco Borriello (* 18. červen 1982 Neapol, Itálie) je bývalý italský fotbalový útočník.
Během své hráčské kariéry nastoupil za dvanáct italských prvoligových klubů. Ve dvou sezonách vyhrál titul (2003/04 a 2011/12). Vyhrál i LM v sezoně 2006/07. Také reprezentoval v jednom utkání Itálii na ME 2008. Po skončení hráčské kariéry se stal sportovním manažerem klubu UD Ibiza-Eivissa.

## Klubová kariéra

### Milán a hostování
Vyrůstal v milánské mládežnické akademii, kam přišel ve čtrnácti letech. V roce 1999 jej spoluvlastnilo Treviso. Zde nikdy nenastoupil mezi dospělými. V lednu 2001 odešel na hostování do Triestina, která hrála v čtvrtou ligu. S týmem vybojoval postup do třetí ligy. Následující léto se vrátil do Trevisa, kde odehrál 27 zápasů a vstřelil 10 gólů.
V létě 2003 jej Milán vykoupil z Trevisa. Zde odehrál první zápasy v nejvyšší lize, tak i v LM. V lednu 2004 byl zapůjčen do Empoli, kde vstřelil svůj první gól v nejvyšší lize, jediný toho roku.
Po návratu do Milána zůstal v řadách Rossoneri po celý následující sezonu, ale stále ve stínu svých zkušenějších týmových kolegů odehrál jen 11 utkání. Pro sezónu 2004/05 byl zapůjčen do Regginy. Následující sezonu začal hrát v Sampdorii, jenže po půl roce byl opět poslán do Trevisa, se kterým sestoupil do druhé ligy.
Po návratu k Rossoneri byl v prosinci 2006 pozitivně testován na dvě dopingové látky: prednison a prednisolon. Dostal tříměsíční trest. I tak se stal vítězem LM 2006/07.
V létě 2007 jej spoluvlastnil Janov. Po výborně odehrané sezoně 2007/08, když vstřelil 19 branek v lize se opět vrátil do Milána. V sezoně 2008/09 byl však dlouho zraněn a odehrál jen 8 utkání. Až v následující sezoně hraje v základní sestavě a nastřílí v lize za celou sezonu 14 branek a byl nejlepším střelcem v týmu.
V létě 2010 byl poslán na hostování s opcí kvůli přetlaku útočníků do Říma. Za sezonu vstřelil celkem 17 branek a vlci si jej koupili.

### Řím a hostování
Po přestupu se ale zranil a nakonec byl v lednu 2012 zapůjčen do Juventusu s opcí. S klubem vyhrál titul, jenže vedení nepřesvědčil a vrátil se zpět do Říma. A tak sezonu 2012/13 odehrál opět na hostování v Janově. Následující sezonu začal hrát za vlky, jenže v lednu 2014 byl tentokrát poslán do anglického West Hamu.

### Janov, Carpi, Atalanta, Cagliari, SPAL a Ibiza
Do Janova odešel zadarmo v lednu 2015. Odehrál jen 8 utkání a následující sezonu odehrál u nováčka soutěže v Carpi. Také zde nevydržel dlouho a po půl roce odešel do Atalanty.
V létě 2016 podepsal smlouvu s Cagliari. Sezona 2016/17 vyšla dobře, když pomohl klubu svými 16 brankami na 11. místo v tabulce ligy. Jenže po roce se rozhodl odejít do SPALu. I zde vydržel jeden rok a posledním klubem v kariéře byla španělská třetiligová Ibiza, kde po sedmi odehraných utkání ukončil kariéru.

## Přestupy
- z AC Milán do Janov CFC za 1 800 000 Euro
- z Janov CFC do AC Milán za 11 750 000 Euro
- z AC Milán do AS Řím za 10 000 000 Euro
- z AS Řím do Juventus FC za 500 000 Euro (hostování na 1/2 roku)
- z AS Řím do Janov CFC za 250 000 Euro (hostování na rok)
- z AS Řím do West Ham United FC za 700 000 Euro (hostování na 1/2 roku)
- z AS Řím do Janov CFC zadarmo
- z Carpi FC 1909 do Atalanta BC zadarmo
- z Atalanta BC do Cagliari Calcio zadarmo
- z Cagliari Calcio do S.P.A.L. za 1 000 000 Euro

## Hráčská statistika
| Sezóna  | Klub      | Liga               | Liga   | Liga | Ligové poháry | Ligové poháry | Ligové poháry | Kontinentální poháry | Kontinentální poháry | Kontinentální poháry | Celkem | Celkem |
| Sezóna  | Klub      | Soutěž             | Zápasy | Góly | Soutěž        | Zápasy        | Góly          | Soutěž               | Zápasy               | Góly                 | Zápasy | Góly   |
| ------- | --------- | ------------------ | ------ | ---- | ------------- | ------------- | ------------- | -------------------- | -------------------- | -------------------- | ------ | ------ |
| 2000/01 | Treviso   | Serie B            | 0      | 0    | IP            | 0             | 0             | -                    | 0                    | 0                    | 0      | 0      |
| 2001    | Triestina | Serie C2           | 9+4    | 1+1  | -             | 0             | 0             | -                    | 0                    | 0                    | 13     | 2      |
| 2001/02 | Treviso   | Serie C1           | 27+2   | 10   | IP            | 3             | 1             | -                    | 0                    | 0                    | 32     | 11     |
| 2002/03 | Milán     | Serie A            | 3      | 0    | IP            | 2             | 1             | LM                   | 1                    | 0                    | 6      | 1      |
| 2003    | Empoli    | Serie A            | 12     | 1    | IP            | 0             | 0             | -                    | 0                    | 0                    | 12     | 1      |
| 2003/04 | Milán     | Serie A            | 4      | 0    | IP+IS         | 6+0           | 0             | LM                   | 1                    | 0                    | 11     | 0      |
| 2004/05 | Reggina   | Serie A            | 30     | 2    | IP            | 2             | 1             | -                    | 0                    | 0                    | 32     | 3      |
| 2005/06 | Sampdoria | Serie A            | 11     | 2    | IP            | 1             | 0             | UEFA                 | 2                    | 0                    | 14     | 2      |
| 2006    | Treviso   | Serie A            | 20     | 5    | IP            | 0             | 0             | -                    | 0                    | 0                    | 20     | 5      |
| 2006/07 | Milán     | Serie A            | 9      | 1    | IP            | 2             | 2             | LM                   | 3                    | 0                    | 14     | 3      |
| 2007/08 | Janov     | Serie A            | 35     | 19   | IP            | 2             | 0             | -                    | 0                    | 0                    | 37     | 19     |
| 2008/09 | Milán     | Serie A            | 7      | 1    | IP            | 0             | 0             | UEFA                 | 1                    | 1                    | 8      | 2      |
| 2009/10 | Milán     | Serie A            | 29     | 14   | IP            | 1             | 0             | LM                   | 5                    | 1                    | 35     | 15     |
| 2010    | Milán     | Serie A            | 1      | 0    | IP            | 0             | 0             | LM                   | 0                    | 0                    | 1      | 0      |
| 2010/11 | Řím       | Serie A            | 34     | 11   | IP            | 4             | 2             | LM                   | 8                    | 4                    | 46     | 17     |
| 2011/12 | Řím       | Serie A            | 7      | 0    | IP            | 0             | 0             | EL                   | 1                    | 0                    | 8      | 0      |
| 2012    | Juventus  | Serie A            | 13     | 2    | IP            | 4             | 0             | -                    | 0                    | 0                    | 17     | 2      |
| 2012/13 | Janov     | Serie A            | 28     | 12   | IP            | 0             | 0             | -                    | 0                    | 0                    | 28     | 12     |
| 2013/14 | Řím       | Serie A            | 11     | 1    | IP            | 0             | 0             | -                    | 0                    | 0                    | 11     | 1      |
| 2014    | West Ham  | Premier League     | 2      | 0    | -             | 0             | 0             | -                    | 0                    | 0                    | 2      | 0      |
| 2014/15 | Řím       | Serie A            | 0      | 0    | IP            | 0             | 0             | LM                   | 0                    | 0                    | 0      | 0      |
| 2015    | Janov     | Serie A            | 8      | 0    | IP            | 0             | 0             | -                    | 0                    | 0                    | 8      | 0      |
| 2015/16 | Carpi     | Serie A            | 12     | 4    | IP            | 2             | 1             | -                    | 0                    | 0                    | 14     | 5      |
| 2015    | Atalanta  | Serie A            | 15     | 4    | -             | 0             | 0             | -                    | 0                    | 0                    | 15     | 4      |
| 2016/17 | Cagliari  | Serie A            | 36     | 16   | IP            | 1             | 4             | -                    | 0                    | 0                    | 37     | 20     |
| 2017    | Cagliari  | Serie A            | 0      | 0    | IP            | 1             | 0             | -                    | 0                    | 0                    | 1      | 0      |
| 2017/18 | SPAL      | Serie A            | 15     | 1    | IP            | 1             | 0             | -                    | 0                    | 0                    | 16     | 1      |
| 2018/19 | Ibiza     | Segunda División B | 7      | 0    | -             | 0             | 0             | -                    | 0                    | 0                    | 7      | 0      |
| Celkově | Celkově   | Celkově            | 390    | 108  | -             | 32            | 12            | -                    | 22                   | 6                    | 444    | 126    |

## Reprezentační kariéra
Za reprezentaci odehrál 7 utkání a nevstřelil žádnou branku. První utkání odehrál ve věku 25 let 6. února 2008 proti Portugalsku (3:1). Trenér Roberto Donadoni jej povolal na ME 2008, kde neodehrál žádné utkání. Poslední utkání odehrál 9. února 2011 proti Německu (1:1).

## Úspěchy

### Klubové
- 2× vítěz italské ligy (2003/04, 2011/12)
- 1× vítěz Ligy mistrů (2006/07)

### Reprezentační
- 1× na ME (2008)